# 楊空路
楊空路（越南语：／；1016年—1094年）是越南李朝時期的一位禪宗僧侶。
空路原名楊明嚴，是南定海清（今南定省膠水縣）人。其家世代以捕魚為生。空路經常念經。後來拋棄家業，拜阮明空為師，出家為僧。他成為海清嚴光寺的住持，與阮覺海成為道友，潛居於荷澤寺修行。根據越南民間傳說，他能飛翔，履冰而行，能夠降龍伏虎，漸漸出名。
會豐三年（1094年）六月初三日，空路圓寂。其門人收其舍利，葬於寺門。李仁宗得知其事蹟後，下令擴建寺院，並賜蠲戶二十人，以奉其香火。